# Parque
Parque – stacja metra w Lizbonie, na linii Azul. Jest to jeden z jedenastu stacji należących do sieci pierwotnej metra w Lizbonie, zainaugurowanej 29 grudnia 1959.
Ta stacja znajduje się przy Av. António Augusto de Aguiar, w pobliżu skrzyżowania z Rua Eugénio dos Santos. Stacja obsługuje obszar Parku Edwarda VII i zapewnia dostęp do Pavilhão Carlos Lopes oraz Estufa Fria. Oryginalny projekt architektoniczny (1959) jest autorstwa Francisco Keil do Amaral i malarki Marii Keil. 29 grudnia 1994 roku ukończono remons stacji w oparciu o projekt Jorge Sanchez i malarzy Françoise Schein i Federica Matta.